# Ovidiu Bali
Ovidiu Bali (ur. 14 lutego 1975) − rumuński bokser, reprezentant Rumunii na Letnich Igrzyskach Olimpijskich 1996 w Atlancie. W 1/8 finału pokonał go Francuz Christophe Mendy, który wyeliminował Rumuna z dalszej rywalizacji.